# چتیسگر ایر لینک
چتیسگر ایر لینک (به انگلیسی: Chhattisgarh Air Link) یک شرکت هواپیمایی با کد یاتا CG است. دفتر مرکزی چتیسگر ایر لینک در رای‌پور، هند واقع شده‌است و قطب این شرکت هواپیمایی در فرودگاه راجپور قرار دارد.